# Tynycia (obwód czernihowski)
Tynycia (ukr. Тиниця) – wieś na Ukrainie, w obwodzie czernihowskim, w rejonie nieżyńskim, w hromadzie Bachmacz. W 2001 liczyła 2088 mieszkańców, spośród których 2055 wskazało jako ojczysty język ukraiński, 24 rosyjski, 3 mołdawski, 5  białoruski, a 1 inny.